# Jésonville
 Jésonville  es una población y comuna francesa, en la región de Lorena, departamento de Vosgos, en el distrito de Épinal y cantón de Darney.

## Demografía
| 169 | 135 | 123 | 109 | 107 | 110 |
| Para los censos de 1962 a 1999 la población legal corresponde a la población sin duplicidades (Fuente: INSEE [Consultar]) |     |     |     |     |     |

## Lugares de interés
- La Iglesia de San Cristóbal (Église Saint-Christophe), que alberga cinco cuadros del pintor Claude Bassot, entre ellas un San Cristóbal de 1607.

|  |  |